# .pn
.pn је највиши Интернет домен државних кодова (ccTLD) за Питкерн острва.
Овај домен је био предмет расправе 2000. године, између острвљанина Тома Кристијана и владе острва. Расправу је разрешио ICANN пресуђујући да домен буде поново делегиран острвском Савету.